# Gurguleat, Sofia
Gurguleat (în bulgară Гургулят) este un sat în comuna Slivnița, regiunea Sofia,  Bulgaria. 

## Demografie
Componența etnică a satului Gurguleat
     Bulgari (100%)
     Nicio identificare (0%)
     Altele (0%)
La recensământul din 2011, populația satului Gurguleat era de 27 locuitori. Din punct de vedere etnic, majoritatea locuitorilor (100,0%) erau bulgari. Pentru 0,0% din locuitori nu este cunoscută apartenența etnică.